# Asse viario di Milazzo
L'Asse viario di Milazzo è una strada extraurbana secondaria a carreggiate separate con due corsie per senso di marcia che collega lo svincolo autostradale di Milazzo-Isole Eolie sull'autostrada A20 con il centro urbano di Milazzo. Nella segnaletica locale è indicato come asse viario o asse viario di raccordo.

## Descrizione
La strada è lunga 5,5 chilometri, di cui 0,7 chilometri sono considerati strada urbana. Collega il centro di Milazzo e il suo porto, da cui partono i collegamenti marittimi per le Isole Eolie, con l'autostrada A20 Messina-Palermo e la strada statale 113 Settentrionale Sicula oltre che con l'ospedale e la stazione ferroviaria.

## Tabella percorso
I due tipi di indicazioni stradali sono differenti in base alla direzione del tracciato.
| Asse Viario di Milazzo |        |                                                                         |      |      |           |
| ↓Tipo↓                 | ↑Tipo↑ | Indicazione                                                             | ↓km↓ | ↑km↑ | Provincia |
|                        |        | Milazzo Via Alcide de Gasperi                                           | 0,0  | 5,5  | Messina   |
|                        |        | San Giovanni                                                            | 0,2  | 5,3  | Messina   |
|                        |        | Piana Ponente                                                           | 1,0  | 4,0  | Messina   |
|                        |        | piazza Marconi                                                          | 1,7  | 3,4  | Messina   |
|                        |        | stazione di servizio                                                    | 2,5  | 3,0  | Messina   |
|                        |        | stazione ospedale                                                       | 3,0  | 2,0  | Messina   |
|                        |        | Settentrionale Sicula Messina-Palermo (svincolo di Milazzo-Isole Eolie) | 5,5  | 0,0  | Messina   |